# Powiat Hradec Králové
Powiat Hradec Králové (czes. Okres Hradec Králové) – powiat w Czechach, w kraju hradeckim.
Jego siedziba znajduje się w mieście Hradec Králové. Powierzchnia powiatu wynosi 875,46 km², zamieszkuje go 159 284 osób (gęstość zaludnienia wynosi 182,04 mieszkańców na 1 km²). Powiat ten liczy 101 miejscowości, w tym 6 miast.
Od 1 stycznia 2003 powiaty nie są już jednostką podziału administracyjnego Czech. Podział na powiaty zachowały jednak sądy, policja i niektóre inne urzędy państwowe. Został on również zachowany dla celów statystycznych.

## Struktura powierzchni
Według danych z 31 grudnia 2003 powiat ma obszar 875,46 km², w tym:
- użytki rolne - 70,91%, w tym 83,84% gruntów ornych
- inne - 29,09%, w tym 56,04% lasów
- liczba gospodarstw rolnych: 634

## Demografia
Dane z 31 grudnia 2003:
| Opis        | Ogółem  | Kobiety       | Mężczyźni     |
| ----------- | ------- | ------------- | ------------- |
| populacja   | 159 284 | 82 403 51,73% | 76 881 48,27% |
| średni wiek | 40      | 42,08         | 38,92         |

- gęstość zaludnienia: 182,04 mieszk./km²
- 74,43% ludności powiatu mieszka w miastach.

## Zatrudnienie
| Mieszkańcy ze stałym zatrudnieniem | 50 842       |
| Średnia pensja miesięczna          | 15 842 koron |
| Bezrobotni                         | 5 932        |
| Stopa bezrobocia                   | 6,94%        |

## Szkolnictwo
W powiecie Hradec Králové działają:
| Rodzaj szkoły                   | Liczba szkół |
| ------------------------------- | ------------ |
| Przedszkola                     | 68           |
| Szkoły podstawowe               | 55           |
| Gimnazja                        | 5            |
| Szkoły średnie techniczne       | 18           |
| Szkoły średnie ogólnokształcące | 11           |
| Szkoły wyższe                   | 5            |

## Służba zdrowia
| Lekarze                               | 930 |
| Szpitale                              | 4   |
| Specjalistyczne ośrodki terapeutyczne | 2   |
| Gabinety dentystyczne                 | 98  |
| Apteki                                | 46  |

## Miejscowości

### Miasta
Hradec Králové, Chlumec nad Cidlinou, Nechanice, Nový Bydžov, Smiřice, Třebechovice pod Orebem

### Gminy wiejskie
Babice, Barchov, Běleč nad Orlicí, Benátky, Blešno, Boharyně, Černilov, Černožice, Čistěves, Divec, Dobřenice, Dohalice, Dolní Přím, Habřina, Hlušice, Hněvčeves, Holohlavy, Hořiněves, Hrádek, Humburky, Hvozdnice, Chudeřice, Jeníkovice, Káranice, Klamoš, Kobylice, Kosice, Kosičky, Králíky, Kratonohy, Kunčice, Lejšovka, Lhota pod Libčany, Libčany, Libníkovice, Librantice, Libřice, Lišice, Lodín, Lochenice, Lovčice, Lužany, Lužec nad Cidlinou, Máslojedy, Měník, Mlékosrby, Mokrovousy, Myštěves, Mžany, Neděliště, Nepolisy, Nové Město, Obědovice, Ohnišťany, Olešnice, Osice, Osičky, Petrovice, Písek, Prasek, Praskačka, Předměřice nad Labem, Převýšov, Pšánky, Puchlovice, Račice nad Trotinou, Radíkovice, Radostov, Roudnice, Sadová, Sendražice, Skalice, Skřivany, Sloupno, Smidary, Smržov, Sovětice, Stará Voda, Starý Bydžov, Stěžery, Stračov, Střezetice, Světí, Syrovátka, Šaplava, Těchlovice, Třesovice, Urbanice, Vinary, Vrchovnice, Všestary, Výrava, Vysoká nad Labem, Zachrašťany, Zdechovice